# Émile-François Chatrousse

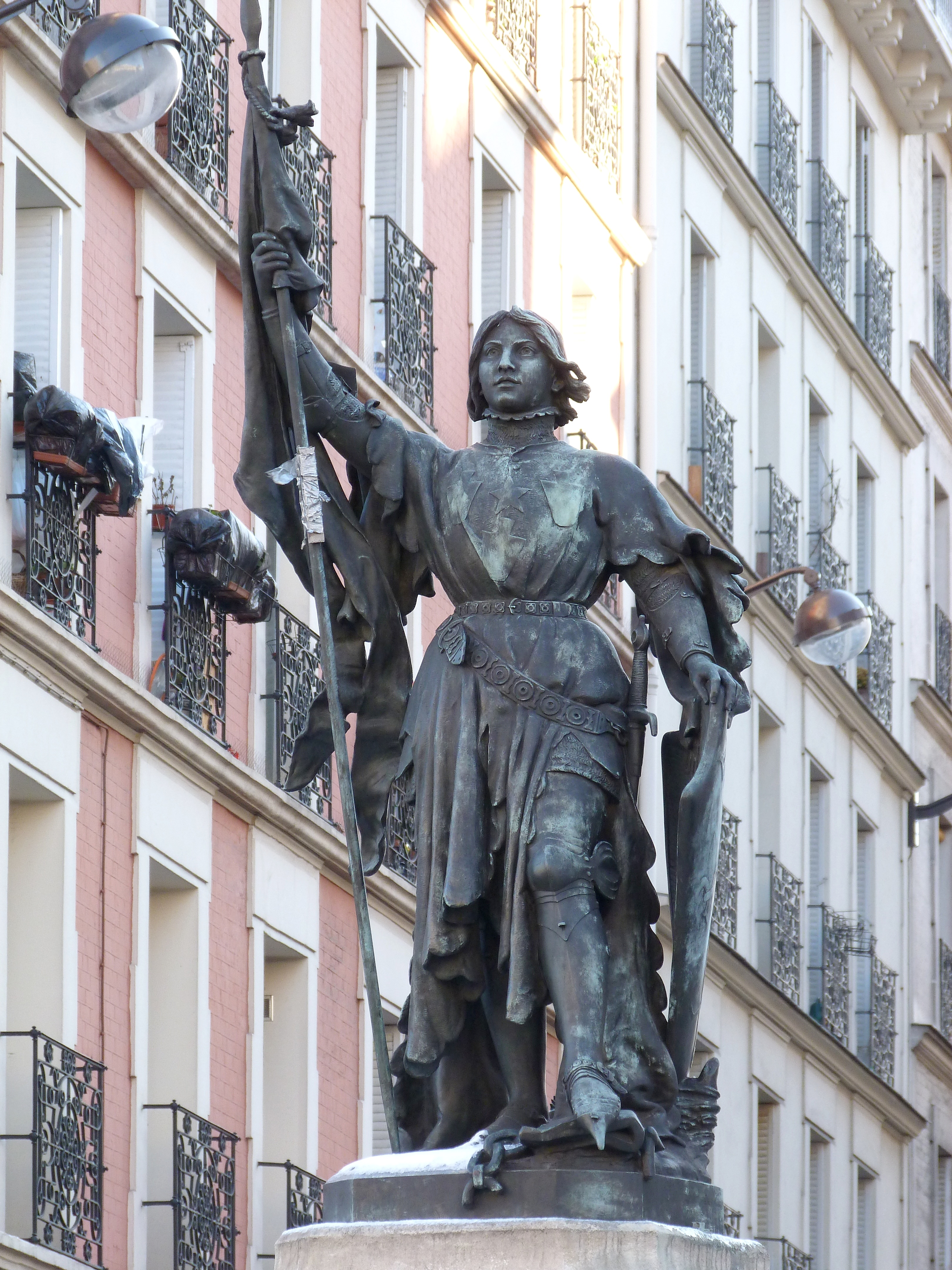
Juana de Arco, estatua en bronce en el XIII Distrito de París.

Émile-François Chatrousse fue un escultor francés, nacido el año 1829 en París y fallecido el 1896 en la misma ciudad. Es representante del arte del Segundo Imperio francés.

## Datos biográficos
Fue alumno de Alexandre Abel de Pujol y comenzó a exponer en los salones oficiales en 1848. Gracias al mecenazgo del conde de Nieuwerkerke -fr-, fue, en 1851, el último alumno de François Rude. Su yeso del grupo escultórico de la reina Hortensia y su hijo Luis Napoleón fue destacado en el Salón de 1853, y una fuente de bronce fue encargada por Napoleón III para la Exposición Universal de París de 1855. Posteriormente, se benefició de numerosos encargos públicos para el palacio de las Tullerías o el ayuntamiento de París. Tras la caída del Imperio, trabajó en temas patrióticos. Su estilo se orienta entonces hacia un sistema más moderno y realista.

## Obras
Entre las obras más destacadas del artista se encuentran:
- La Petite Vendangeuse, 1863, estatua en mármol de una niña, conservada en el Museo de Grenoble.[2]
- Piedad, después de la pelea, dos soldados, francés y alemán, heridos en el campo de batalla de 1870, la estatua fue expuesta en el Salón de los artistas franceses, 1895[3] (un soldado francés herido da agua a un soldado alemán herido también) .
- La Industria (1879), alegoría, Museo de Artes y Oficios (fr), París (distrito 2)
- Fuente y ruiseñor, grupo escultórico de piedra caliza, jardín del Luxemburgo , París (distrito 6).
- Estatua de Juana de Arco (1887), bronce, erigida en 1891, rue Jeanne d'Arc , París (distrito 13).

## Galería

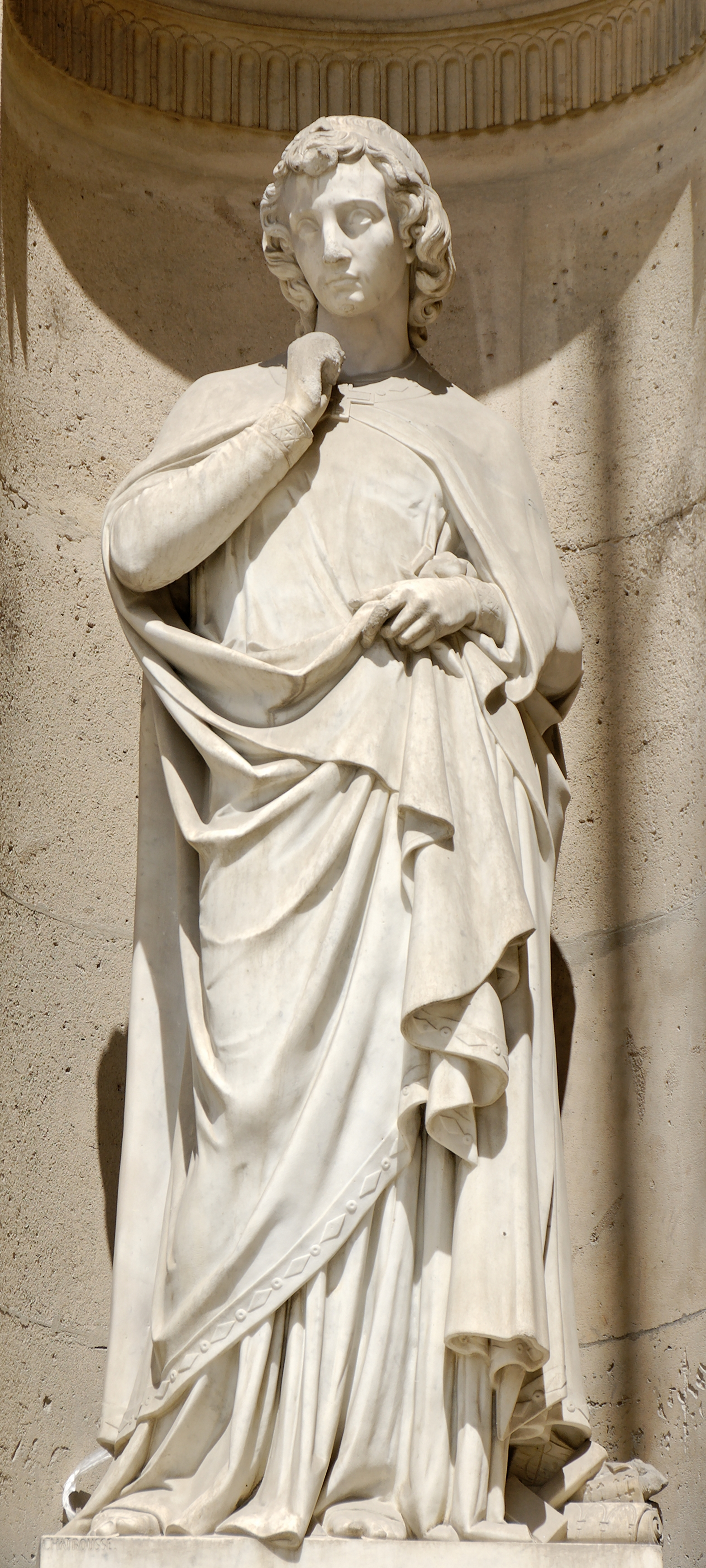
Alegoría del Arte cristiano. fachada norte del Cour Carrée, Louvre.
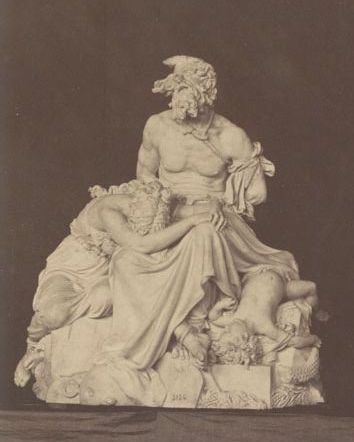
Los crímenes de la guerra, grupo, mármol, presentado en el Salón de 1876, París.
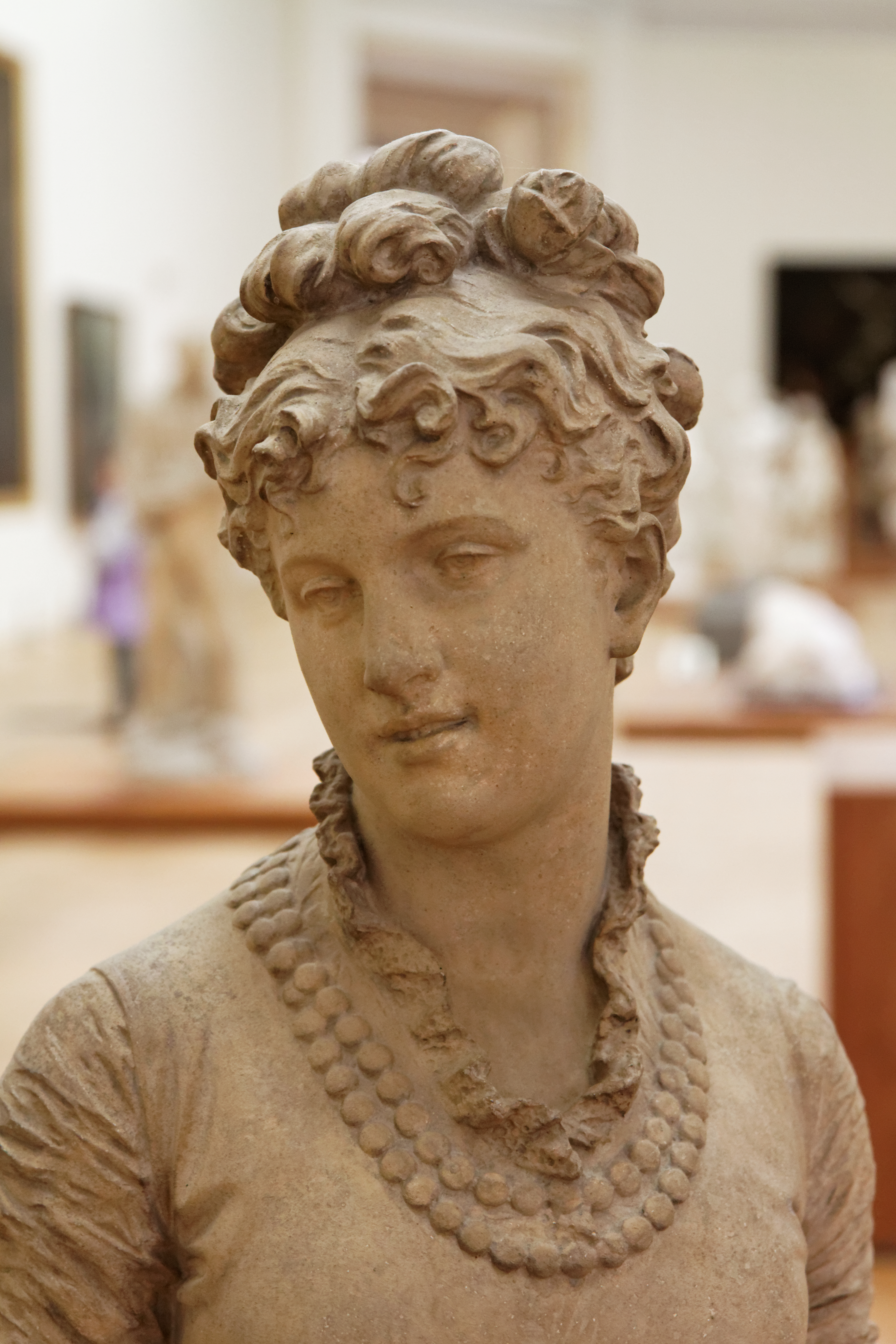
Una Parisina - 1876 - Le Petit Palais